# Ruiz
Ruíz là một đô thị thuộc bang Nayarit, México. Năm 2005, dân số của đô thị này là 20996 người.